# Lepanthes chiangii
Lepanthes chiangii är en orkidéart som beskrevs av Salazar, Soto Arenas och O.Suárez. Lepanthes chiangii ingår i släktet Lepanthes och familjen orkidéer. Inga underarter finns listade i Catalogue of Life.